# Cannabis em Andorra
A legalidade da cannabis em Andorra é regida pelo Llei 9/2005

## Tráfego
Si es tracta de cannabis o droga de toxicitat similar, la pena ha de ser de presó fins a dos anys i multa fins al doble del valor de la droga
O tráfico de maconha pode ser punido com pena de prisão até dois anos e multas dobram totalmente o valor da droga. 

## Uso pessoal
El consum individual de cannabis o una droga de toxicitat similar en un local públic ha de ser castigat amb pena d’arrest o multa fins a 600 euros. Als efectes del present apartat, s’assimilen a local públic els llocs públics amb concurrència de persones.
O uso individual de maconha ou similar em um espaço público pode ser punido com prisão ou multas de até 600 Euros. 